# Емоционална незрелост
Емоционална незрелост је инфантилно емоционално понашање, егоцентризам, неспособност емоционалне самоконтроле, емоционална нестабилност и реаговање по принципу „све или ништа“. Емоционална незрелост може бити резултат застоја у емоционалном развоју, знак емоционално недовољне развијености последица регресије.